# Цицалюк Григорій Никифорович
Григорій Никифорович Цицалюк (* 23 вересня 1929 — 17 червня 1995), композитор родом з с. Поділля (тепер Хмельницька область). Закінчив Львівську Консерваторію (у С. Людкевича); 1953 — 57 мист. керівник Вінницької обласної філармонії, пізніше викладач музичних дисциплін у різних закладах Харкова — з 1961 — викладач Харківського інституту культури, з 1962 — Харківського інституту мистецтв і керівник самодіяльного ансамблю пісні і танцю «Серп і Молот». Твори: симфонія і дві поеми для симфонічного оркестру, твори для фортепіано і хору, обробки українських народних пісень.
Заслужений діяч мистецтв УРСР (1977), професор (1987).
Автор творів: для симфонічного оркестру — «Легендарні партизани» (1954), «Епічна поема» (1963), симфонія (1968), поема «Отакар Ярош» (1974), сюїти — «Пісня рідного краю» (1980), 2 цикли «Українські симфонічні танці» (1982, 1984)